# 干拿·高雲查
干拿·高雲查（英語：Conor Coventry，2000年3月25日—）是一名英格蘭足球運動員，位置為中場。現效力於英甲球會查爾頓，他亦是愛爾蘭21歲以下國家足球隊的成員。他亦曾經效力林肯城和彼得伯勒。
高雲查出生於英格蘭，但是他代表愛爾蘭21歲以下國家足球隊出賽。

## 俱樂部生涯

### 韋斯咸
高雲查在10歲時加入韋斯咸的青年學院。2017年2月20日，他於23歲以下球隊的首次上陣中射入他在23歲以下球隊的首個入球，幫助球隊以2-0戰勝富咸。在2017-18賽季，他在職業發展聯賽中出場10次，在英格蘭足球聯賽錦標賽出場4次，並在2018年4月25日賽季結束時獲得學院年度最佳球員獎。
2018年5月25日，高雲查與球會簽訂他的第一份職業合約。高雲查當時說：“我為此訓練了很長時間，所以是的，我真的很高興簽署這次交易”。9月26日，他在聯賽盃中以8-0戰勝馬格斯菲特的比賽中入替佩德羅·奧比昂出場，完成他為正選隊首次上陣。2020年1月，高雲查與韋斯咸簽訂一份新合約，他將在球會效力至2023年。
他於2020年1月10日租借用至英甲球會林肯城，直到2019-20賽季結束。
高雲查於2021年8月31日與英冠球會彼德堡聯簽署為期一個賽季的借用協議。在2022年1月返回韋斯咸之前，他為彼德堡聯出場12次。2022年1月18日，考文垂借用加盟英甲球會米爾頓凱恩斯，度過2021-22賽季剩餘時間，並於1月22日在主場輸給唐卡士打的比賽中身披14號球衣出場首次上陣，於75分鐘被希拉姆·博阿滕入替。借用期間，高雲查在2022年4月5日主場2-1擊敗克魯的比賽中射入他的首個職業聯賽入球。

## 國家隊生涯
高雲查有資格入選愛爾蘭共和國國家足球隊，因為他的母親是愛爾蘭人。高雲查已為愛爾蘭在愛爾蘭U17上陣，並在2018年為愛爾蘭U19首次上陣。高雲查於2019年在新任主教練斯蒂芬·堅尼的帶領下首次代表愛爾蘭U21隊出場，並在2019年土倫錦標賽中獲得第四名。2019年10月10日，他在塔拉特體育場與意大利U21隊打和0-0，獲得最佳球員獎。2021年3月21日，他首次入選愛爾蘭國家足球隊，取代受傷的康諾·侯利漢尼在2022年國際足協世界盃外圍賽上陣對戰塞爾維亞和盧森堡的比賽以及在對卡塔爾的友誼賽上陣。

## 生涯數據
最後更新：2022年4月30日
| 俱樂部              | 賽季     | 聯賽     | 聯賽 | 聯賽 | 英格蘭足總盃 | 英格蘭足總盃 | 英格蘭聯賽盃 | 英格蘭聯賽盃 | 其他 | 其他 | 總計 | 總計 |
| 俱樂部              | 賽季     | 層級     | 出賽 | 進球 | 出賽         | 進球         | 出賽         | 進球         | 出賽 | 進球 | 出賽 | 進球 |
| ------------------- | -------- | -------- | ---- | ---- | ------------ | ------------ | ------------ | ------------ | ---- | ---- | ---- | ---- |
| 韋斯咸              | 2018–19  | 英超     | 0    | 0    | 0            | 0            | 1            | 0            | —    | —    | 1    | 0    |
| 韋斯咸              | 2019–20  | 英超     | 0    | 0    | 0            | 0            | 1            | 0            | —    | —    | 1    | 0    |
| 韋斯咸              | 2020–21  | 英超     | 0    | 0    | 0            | 0            | 1            | 0            | —    | —    | 1    | 0    |
| 韋斯咸              | 2021–22  | 英超     | 0    | 0    | 0            | 0            | 0            | 0            | 0    | 0    | 0    | 0    |
| 韋斯咸              | 總計     | 總計     | 0    | 0    | 0            | 0            | 3            | 0            | 0    | 0    | 3    | 0    |
| 韋斯咸U23           | 2020–21  | —        | —    | —    | —            | —            | —            | —            | 2    | 2    | 2    | 2    |
| 林肯城 (借用)       | 2019–20  | 英甲     | 7    | 0    | —            | —            | —            | —            | —    | —    | 7    | 0    |
| 彼德堡聯 (借用)     | 2021–22  | 英冠     | 12   | 0    | 0            | 0            | 0            | 0            | —    | —    | 12   | 0    |
| 米爾頓凱恩斯 (借用) | 2021–22  | 英甲     | 20   | 1    | —            | —            | —            | —            | —    | —    | 20   | 1    |
| 生涯總計            | 生涯總計 | 生涯總計 | 12   | 0    | 1            | 0            | 1            | 0            | 5    | 0    | 19   | 0    |

1. ↑  在英格蘭足球聯賽錦標賽出賽

## 榮譽
- 韋斯咸學院年度最佳球員：2017-18[22]

## 外部連結
- 干拿·高雲查 （页面存档备份，存于）在fai
- Soccerway資料庫：干拿·高雲查